# Enes familiaris
Enes familiaris är en skalbaggsart som beskrevs av Francis Polkinghorne Pascoe 1864. Enes familiaris ingår i släktet Enes och familjen långhorningar. Inga underarter finns listade i Catalogue of Life.